# Rudinilson Silva
Pour les articles homonymes, voir Silva.
Rudinilson Gomes Brito Silva, abrégé Rudinilson Silva, né le 20 août 1994 à Bissau, est un footballeur international bissaoguinéen. Il évolue au poste de défenseur central.

## Carrière

### En club
Rudinilson Silva rejoint le Lechia Gdańsk lors du mercato d'été 2014.

### En sélection
Rudinilson reçoit 15 sélections en équipe du Portugal des moins de 19 ans. Il participe avec cette équipe au championnat d'Europe des moins de 19 ans 2013 organisé en Lituanie. Le Portugal atteint les demi-finales de cette compétition, en étant battu par la Serbie.
Il honore sa première sélection avec l'équipe de Guinée-Bissau le 19 juillet 2014, lors d'un match contre le Botswana.

## Statistiques
| Saison                | Club                  | Championnat           | Championnat | Championnat | Coupe(s) nationale(s) | Coupe(s) nationale(s) | Guinée-Bissau | Guinée-Bissau | Total | Total |
| Saison                | Club                  | Division              | M.          | B.          | M.                    | B.                    | M.            | B.            | M.    | B.    |
| 2013-2014             | Benfica Lisbonne B    | Segunda Liga          | 19          | 0           | -                     | -                     | -             | -             | 19    | 0     |
| Sous-total            | Sous-total            | Sous-total            | 19          | 0           | -                     | -                     | -             | -             | 19    | 0     |
| 2014-2015             | Lechia Gdańsk         | Ekstraklasa           | 4           | 0           | 0                     | 0                     | 1             | 0             | 5     | 0     |
| 2015-2016             | Lechia Gdańsk         | Ekstraklasa           | 1           | 0           | 1                     | 0                     | 3             | 0             | 5     | 0     |
| Sous-total            | Sous-total            | Sous-total            | 5           | 0           | 1                     | 0                     | 4             | 0             | 10    | 0     |
| Total sur la carrière | Total sur la carrière | Total sur la carrière | 24          | 0           | 1                     | 0                     | 5             | 0             | 30    | 0     |